# Saussemesnil
Saussemesnil är en kommun i departementet Manche i regionen Normandie i norra Frankrike. Kommunen ligger i kantonen Valognes som tillhör arrondissementet Cherbourg. År 2022 hade Saussemesnil 912 invånare.

## Befolkningsutveckling
Antalet invånare i kommunen Saussemesnil
| Referens: INSEE |